# Кулик-довгоніг чорний
Кулик-довгоніг чорний (Himantopus novaezelandiae) — вид сивкоподібних птахів родини чоботарових (Recurvirostridae).

## Поширення та чисельність
Ендемік Нової Зеландії. Історично вид був досить поширеним на обох основних островах архіпелагу. Завезення хижих ссавців та руйнування місць проживання призвело до зниження чисельності виду. У 1940-х роках чисельність виду вже була низькою, десь 500—1000 птахів. До цього часу він перестав гніздитися на Північному острові. У 1981 році в дикій природі залишилося лише 23 птахи. У 1999 році зафіксовано лише 4 гніздові пари та 31 дорослий птах. Завдяки програмі розмноження в неволі вид вдалося врятувати від вимирання. Станом на серпень 2018 року у дикій природі мешкало 136 птахів, ще 25 утримувалося в неволі для розведення. Наразі у дикій природі кулик-довгоніг чорний розмножується лише у верхів'ї річки Вайтакі в долині Маккензі на Південному острові. Основною загрозою для виду є гібридизація з близьким видом Himantopus leucocephalus

## Опис
Птах завдовжки 37—40 см, заввишки до 87 см, вагою 195—220 г. Все оперення чорного забарвлення. Дзьоб довгий, тонкий, чорного кольору. Ноги червоні, довгі.

## Спосіб життя
Мешкає на болотах, неглибоких водоймах, вологих луках. Живиться рибою, земноводними, ракоподібними, комахами, молюсками, хробаками тощо. Сезон розмноження триває з вересня по січень. Гніздиться невеликими колоніями поблизу неглибоких водойм. Гнізда — це неглибокі ямки у землі, вистелені камінням, гілочками та травою. У кладці 3—5 яєць. Насиджують обидва батьки по черзі. Інкубація триває 22—26 днів. Незабаром після вилуплення молодь з батьками залишає гніздо. Пташенята вчаться літати через 4 тижні, але залишаються з батьками ще кілька місяців.